# Enmerkar och En-suhgir-ana
Enmerkar och En-suhgir-ana är en sumerisk berättelse och verkar vara uppföljaren till berättelsen Enmerkar och härskaren av Aratta. Den verkar vara del två i en berättelse på fyra delar om Enmerkar och hans son Lugalbanda (kungar av Uruk) samt deras konflikt med landet Aratta. I introduktionen namnges Arattas konung som En-suhgir-ana eller Ensuhkeshdanna. I introduktionen namnges även En-suhgir-anas chefsminister Ansigaria och Enmerkars chefsminister Namena-tuma. Staden Uruk beskrivs som "staden som reser sig från himmel till jord".
Efter introduktionen börjar historien med att En-suhgir-ana dikterar ett meddelande till sitt sändebud. Meddelandet skall till Uruk och utgörs av att En-suhgir-ana kräver att Uruk underkastar sig Aratta. Han skryter även om sin nära koppling till jordgudinnan Inanna som han menar är starkare än Enmerkars.
Sändebudet reser till Uruk och framför meddelandet. Enmerkar svarar med att skicka ett meddelande där han säger att Inanna bor i Uruks tempel tillsammans med honom och hon trivs så bra att hon inte kommer att resa till Aratta på fem till tio år. Han antyder även att han har en sexuell relation till henne genom att säga att "hon må inte vara någon andunge men hon skriker som en" När En-suhgir-ana får höra detta meddelande blir han förvirrad och känner sig nedslagen. Hans rådgivare ber honom att inte ge sig in i en konflikt med Uruk men En-suhgir-ana säger att han aldrig kommer buga för Enmerkar om Aratta så blir helt förstört.
Vid samma tillfälle kommer en trollkarl vid namn Urgirinuna till Aratta. Han är på flykt då hans hemland Hamazi förgjorts. Urgirinuna lovar chefsminister Ansigaria att han kan hjälpa Aratta att få Uruk att underkasta sig i utbyte mot betalning. Ansigaria går med på detta och betalar trollkarlen som sedan beger sig till Eresh, en stad som tillhör gudinnan Nisaba. Från Eresh börjar trollkarlen kasta en besvärjelse vilket gör att boskapen i Uruk insjuknar. 
Medan trollkarlen kastar sin besvärjelse blir han dock sedd av två boskapsskötare vid namn Mashgula och Uredina. Dessa förstår vad han gör och ber till solguden Utu att stoppa trollkarlen. Utu skickar en lokal trollkvinna som kallas "visa Sagburu" för att stoppa trollkarlen och de båda utför en magisk duell där Urgirinuna varje gång han slänger ett fiskägg i vattnet framkallar olika djur. Sagburu kontrar dock med att göra på samma sätt och för varje djur Urgirinuna framkallar själv framkalla ett rovdjur som äter djuret. Urgirinuna erkänner sig till slut besegrad och ber för sitt liv men Sagburu slänger honom i Euphratesfloden där han drunknar. 
När En-suhgir-ana får reda på det hela blir han rädd för att Enmerkar kommer invadera hans land som hämnd och han underkastar sig därmed Uruk. 
Texten har en fortsättning men den är för skadad för att kunna tydas. Liksom de andra texterna saknas stycken i berättelsen vilket gör det svårt att följa med i historien.